# أحمد الجار الله
أحمد عبد العزيز الجار الله الحميد (1942-) إعلامي وصحفي كويتي ، والرئيس الفخري السابق لجمعية الصحافيين الكويتيين وعميد الصحافة الكويتية ومالك ورئيس تحرير صحيفة السياسة الكويتية وصحيفة عرب تايمز ومجلة الهدف الأسبوعية.

## حياته المهنية

المقابلة الشهيرة مع الامام محمد البدر حميد الدين في عام 1963 الذي كان يقود في تلك الأيام حركة مضادة لاسترجاع كرسي الحكم من الرئيس الأسبق عبد الله السلال

بدأ العمل في الصحافة في سن مبكرة والتحق في عام 1963 كصحافي في جريدة الرأي العام الكويتية واستمر فيها وتدرج في السلم الوظيفي حتى وصل في نهاية المطاف إلى منصب مدير التحرير ونائب رئيس التحرير ثم ترك العمل في جريدة الراي العام سنه 1965 ليتسلم رئاسة تحرير مجلة السياسة الكويتية، حينها حققت المجلة برئاسته نجاحات متتالية وأصبحت واحدة من مجلات الكويت المرموقة، وفي عام 1968 اشترى امتياز المجلة من صاحبها السابق السيد يوسف الرفاعي وأصبحت ملكاً له، ثم حولها من مجلة أسبوعية إلى صحيفة يومية، وفي عام 1977 وسع الجار الله صحيفة السياسة الكويتية إلى مجموعة وسائل أعلام تُنشر أيضًا باللغة الإنجليزية فأصدرت دار «السياسة الكويتية» صحيفة عرب تايمز ومجلة الهدف الأسبوعية.

## محاولات الاغتيالات
في 23 أبريل 1985، تعرض أحمد الجار الله لمحاولة اغتيال عندما فتح مسلح النار عليه وهو خارج من مكتبه في منطقة الشويخ. وأصيب أثرها بست رصاصات، وتم نقله إلى مستشفى قريب بواسطة سائقه وأصيب بجروح خطيرة، وتم اتهام منظمة تسمى كتائب الألوية الثورية العربية بمحاولة اغتياله ، وقد زاره جميع الشخصيات السياسية و الوزراء و السفراء و الشيوخ ، وارسل الملك فهد بن عبدالعزيز وفد للطمئنان على صحته .، وفي 11 ديسمبر 2003، انفجر طرد ملغوم تم إرساله إلى أحمد الجار الله في وجه مدير مكتبه عندما قام بفتحة مما أدى إلى إصابته بجروح.

## الحكم عليه بالسجن وتغريمه ثم البراءة
حكمت محكمة الجنايات على الجار الله، بالسجن لمدة عام وغرامة بألفي دينار كويتي، بعد إدانته بالإساءة للنبي محمد، حيثُ تقدم عدد من المحامين بعدة بلاغات ضد الجار الله لإساءته للنبي محمد خلال نقاشه مع أحد متابعيه على موقع تويتر بعدما استشهد بعمل النبي محمد لدى زوجته السيدة خديجة رضي الله عنها بطريقة استفزت متابعيه ومرتادي الموقع، ما جعل الجار الله يتراجع عن تغريدته ويقدم اعتذاره حينها، وفقا لصحيفة القبس الكويتية.. ولقد تم تبرئته من التهم المنسوبة اليه من قبل محكمة التمييز الكويتية بحكم نهائي بات مع رد الاعتبار له.
وقد قامت جمعية الصحفيين الكويتيين حينها بإعفاء الجار الله من صفة الرئاسة الفخرية للجمعية، على إثر تلك التغريدة، بالرغم من انه قد قدم استقالته قبل صدور القرار، و ردّ هو بالمقابل منتقدًا القرار ومهاجمًا الجمعية.

## معرض صور

العميد احمد عبدالعزيز الجارالله و مقابلة صحفية مع جلالة الملك فيصل بن عبدالعزيز ال سعود
العميد احمد الجارالله وحديث ودي مع خادم الحرمين الشريفين الملك سلمان بن عبدالعزيز
احمد الجارالله ومقابلة مع المغفور له صاحب السمو الشيخ صباح السالم
العميد احمد الجارالله مع الشيخ جابر الاحمد الصباح امير دولة الكويت
العميد الجارالله وهو يشاهد سمو الشيخ سعد العبدالله السالم الصباح وهو يلعب
العميد الجارالله جالسًا مع صاحب السمو الشيخ نواف الاحمد الجابر الصباح امير دولة الكويت
العميد الجارالله وحديث مع سمو ولي العهد دولة الكويت الشيخ مشعل الاحمد الصباح
العميد احمد الجارالله مصافحا سمو الشيخ محمد بن زايد رئيس دولة الامارات العربية
العميد الجارالله مع الملك حسين الثاني ملك مملكة المغرب
العميد احمد الجارالله بلقاء مع الملك حسين بن طلال
أحمد الجارالله بلقاء مع الرئيس انور السادات رئيس الجمهورية العربية المصرية
العميد احمد الجارالله بلقاء مع شاه ايران محمد علي بهلوي
العميد احمد الجارالله مصافحا الرئيس جمال عبدالناصر رئيس جمهورية مصر العربية